# SOX10
Le facteur de transcription SOX-10 est une protéine qui, chez l'homme, est codée par le gène SOX10,,,.

## Fonction
Ce gène code un membre de la famille SOX (SRY-related HMG-box) de facteurs de transcription impliqués dans la régulation du développement embryonnaire et la détermination du destin cellulaire. La protéine codée agit comme un activateur transcriptionnel après avoir formé un complexe protéique avec d'autres protéines. Cette protéine agit comme une protéine navette nucléocytoplasmique et est importante pour le développement de la crête neurale et du système nerveux périphérique .
Dans les cellules mélanocytaires, il existe des preuves que l'expression du gène SOX10 peut être régulée par le MITF .

## Mutations
Les mutations de ce gène sont associées à la maladie de Waardenburg-Shah, Waardenburg-Hirschsprung  et au mélanome uvéal .

## Immunomarquage
SOX10 est utilisé comme marqueur d'immunohistochimie, étant positif dans  :  
- Tumeurs neuroectodermiques d'origine crête neurale, notamment : 
  - Le mélanome, bien que les mélanomes desmoplasiques puissent être uniquement focalisés positifs.
  - Nevus

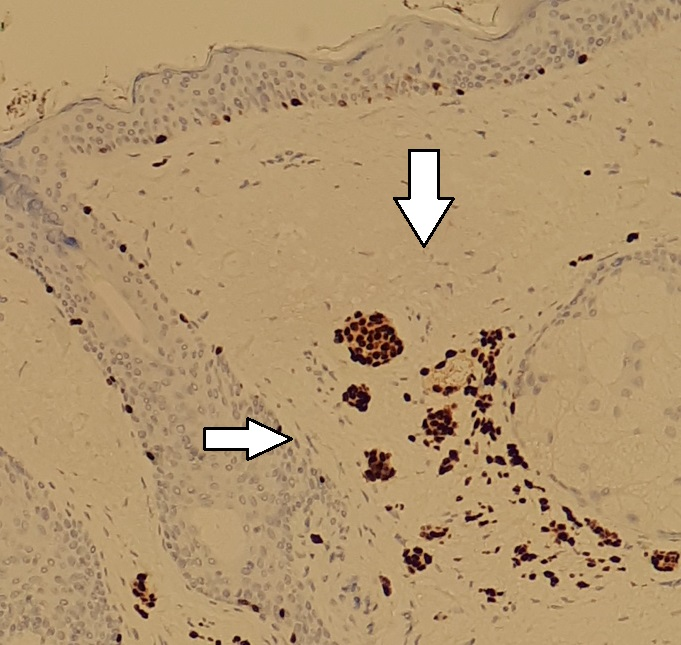
Immunohistochimie SOX10 dans un nævus dermique, montrant des cellules de nævus à coloration positive (flèches)
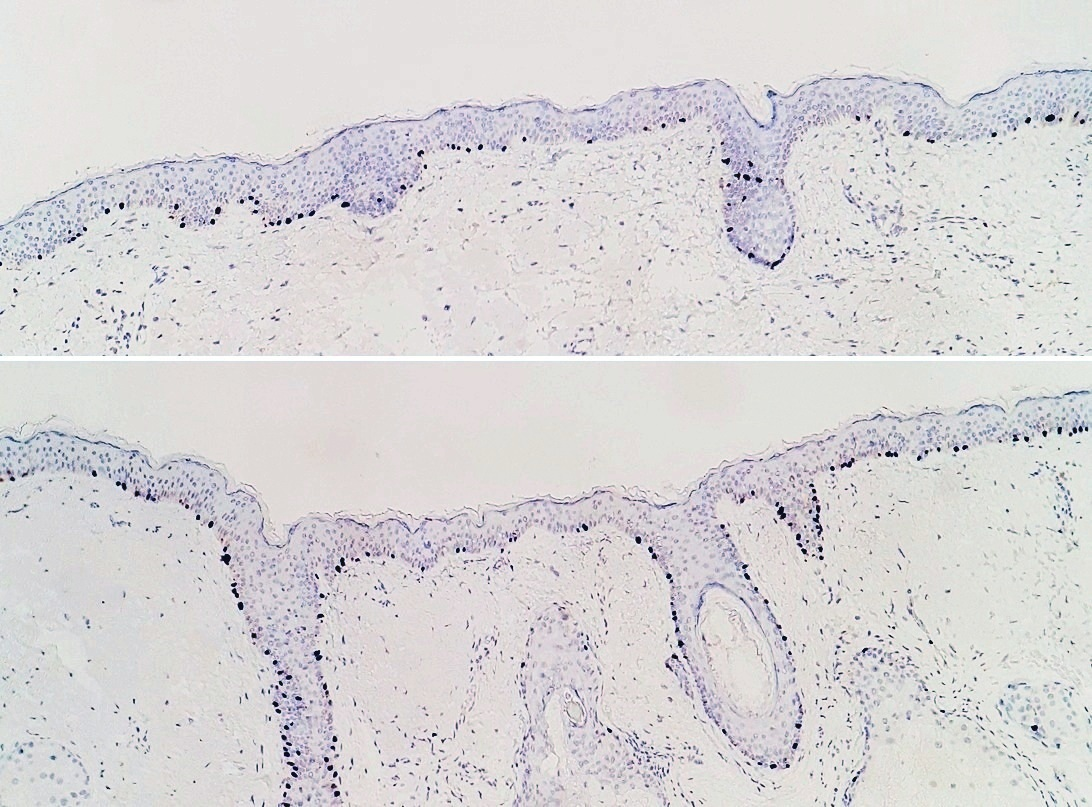
Immunohistochimie SOX10 de la peau normale (en haut) et de la prolifération mélanocytaire atypique (en bas), observée principalement dans les follicules pileux.
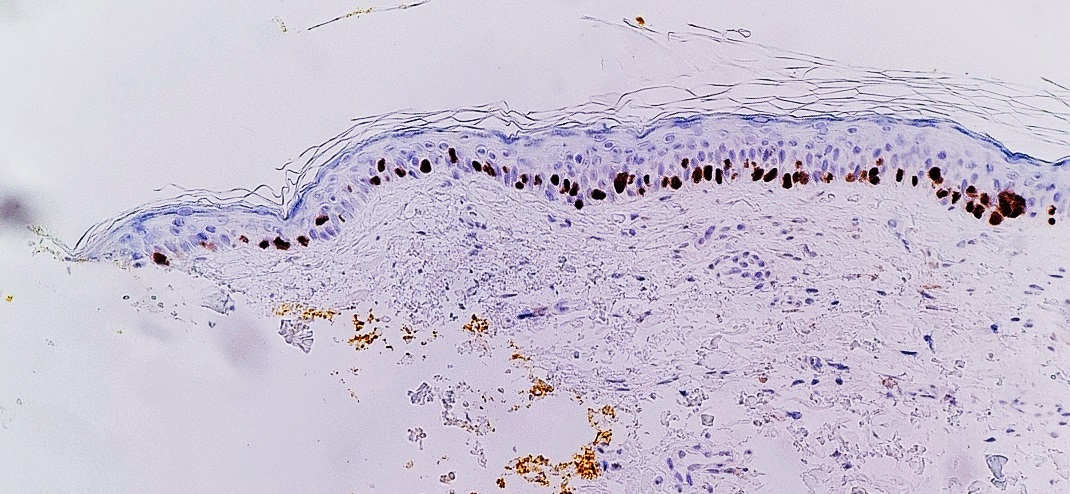
L'immunohistochimie SOX10 facilite la mise en évidence du lentigo maligna, sous la forme d'un nombre accru de mélanocytes le long de la strate basale et du pleumorphisme nucléaire. Les changements sont continus avec la marge de résection (encrée en jaune, à gauche), conférant un diagnostic de lentigo maligna non radicalement enlevé.

## Interactions
L'interaction entre SOX10 et PAX3 est mieux étudiée chez les patients humains atteints du syndrome de Waardenburg, un trouble autosomique dominant qui est divisé en quatre types différents basés sur des mutations dans des gènes supplémentaires. Les interactions SOX10 et PAX3 seraient des régulateurs d'autres gènes impliqués dans les symptômes du syndrome de Waardenburg, en particulier le MITF qui influence le développement des mélanocytes ainsi que la formation de crêtes neurales. L'expression du MITF peut être transactivée par SOX10 et PAX3 pour avoir un effet additif ,. Les deux gènes ont des sites de liaison proches l'un de l'autre sur l'amplificateur en amont du gène c-RET . SOX10 est également censé cibler la tautomérase dopachrome par une interaction synergique avec le MITF qui entraîne ensuite une autre altération des mélanocytes .
SOX10 peut influencer la génération de transcription des protéines de la myéline grâce à ses interactions protéines telles que OLIG1 et EGR2,, ce qui est important pour la fonctionnalité des neurones. D'autres cofacteurs ont été identifiés, tels que SP1, OCT6, NMI, FOXD3 et SOX2 .
L'interaction entre SOX10 et NMI semble être coexprimée dans les cellules gliales, les gliomes et la moelle épinière et il a été démontré qu'elle module l'activité transcriptionnelle de SOX10 .

## Voir également